# فونداسیون (چهارچوب نرم‌افزاری)
فونداسیون یک چهارچوب وب رایگان از شرکت ZURB است. با هدف سرعت و  پاسخگویی بیشتر صفحات وب طراحی شده است.  این ساختار شامل الگوهای طراحی برای HTML ، CSS و پسوندهای اختیاری JavaScript است. 
ساختار فونداسیون از دستورالعملهای سبک ZURB متولد شده است ، که برای پروژه های مشتری مدار مورد استفاده قرار گرفته است.  و توسط سایت دیکشنری دات کام و در برنامه های وب ZURB استفاده می شود.  نمونه بارز دیگر که با استفاده از چهارچوب نرم‌افزاری فونداسیون تحقق یافته وب سایت دولت فدرال است. 

## پیوندهای وب
- وب سایت رسمی چارچوب
- مستندات و مثالها
- کد منبع در GitHub